# William Diehl
Pour les articles homonymes, voir Diehl.
William Diehl, né le 4 décembre 1924 dans le quartier de Jamaica, à New York, et mort le 24 novembre 2006 à Atlanta, en Géorgie, est un écrivain américain, spécialisé dans le roman policier et le thriller juridique.

## Biographie
Il fait des études à l'université du Missouri, puis travaille comme reporter-photographe et journaliste à Atlanta.
En 1978, il publie son premier roman, Sharky's Machine qui raconte l'histoire d'un policier travaillant à la brigade des mœurs après avoir été renvoyé de la brigade des stupéfiants. Ce roman est adapté en 1981 dans un film américain réalisé par Burt Reynolds, avec comme titre français L'Anti-gang.
Après quatre autres romans, il écrit en 1992 un thriller juridique, Terreur extrême (Primal Fear). Il y crée le personnage de Martin Vail, un avocat chargé de défendre un client souffrant de double personnalité. Ce dernier est accusé d'avoir tué à coups de couteau un archevêque qui le faisait participer avec d'autres enfants d'une chorale à des orgies pédophiles. Pour Claude Mesplède ce récit est « bien mené (et) s'inscrit dans la logique du « legal thriller » de ces dernières années avec ce qu'il faut de suspense et de rebondissements pour tenir le lecteur en haleine ». Ce roman est adapté en 1996 dans un film américain réalisé par Gregory Hoblit avec comme titre français Peur primale. Le roman est alors réédité en français sous ce titre. On retrouve Martin Vail devenu procureur général, puis attorney général (State attorney general) de l'Illinois dans deux autres romans La Stratégie de l'hydre (Show Of Evil) et Régner en enfer (Reign in Hell).
William Diehl meurt d'anévrisme aortique à l'hôpital de l'université Emory à Atlanta le 24 novembre 2006.

## Œuvre

### Romans

#### SérieMartin Vail
- Primal Fear (1992) Publié en français sous le titre Terreur extrême, Paris, Éditions La Martingale (1994)  (ISBN 2-277-37054-1) ; réédition sous le titre Peur primale, Paris, Éditions La Martingale (1996)  (ISBN 2-277-37067-3) ; réédition, Paris, J'ai lu no 4247 (1996)  (ISBN 2-277-24247-0)
- Show Of Evil (1995) Publié en français sous le titre La Stratégie de l'hydre, Paris, Éditions Jean-Claude Lattès, coll. « Suspense & cie » (1996)  (ISBN 2-7096-1690-4)
- Reign in Hell (1997) Publié en français sous le titre Régner en enfer, Paris, Éditions Jean-Claude Lattès, coll. « Suspense & cie » (2000)  (ISBN 2-7096-1980-6) ; réédition LGF, coll. « Le Livre de poche » no 17191 (2001)  (ISBN 2-253-17191-3)

#### Autres romans
- Sharky's Machine (1978)
- Chameleon (1981)
- Hooligans (1984) Publié en français sous le titre Coup fourré, Paris, Presses de la Cité, coll. « Danger Haute tension » (1985)  (ISBN 2-258-01610-X)
- Thai Horse (1987) Publié en français sous le titre Thaï Horse, Paris, Éditions Ergo press (1989)  (ISBN 2-86957-025-2)
- The Hunt (1990) (aitre titre 27)
- Eureka (2002) Publié en français sous le titre Eureka, Paris, Éditions de l'Archipel (2003)  (ISBN 2-84187-515-6) ; réédition, Paris, J'ai lu, coll. « J'ai lu. Thriller » no 7787 (2005)  (ISBN 2-290-34674-8);  réédition sous le titre La Loi du silence, Paris, Éditions de l'Archipel, coll. « Archipoche » no 230 (2012)  (ISBN 978-2-35287-398-3)
- Seven Ways to Die (2012) (coécrit avec Kenneth John Atchity) (publication posthume)

## Filmographie

### Adaptations au cinéma
- 1981 : L'Anti-gang (Sharky's Machine), film américain réalisé par Burt Reynolds, adaptation de Sharky's Machine, avec Burt Reynolds, Charles Durning, Vittorio Gassman et Brian Keith
- 1996 : Peur primale (Primal Fear), film américain réalisé par Gregory Hoblit, adaptation de Primal Fear, avec Richard Gere, Laura Linney et Edward Norton

## Sources
: document utilisé comme source pour la rédaction de cet article.
- Claude Mesplède (dir.), Dictionnaire des littératures policières, vol. 1 : A - I, Nantes, Joseph K, coll. « Temps noir », 2007, 1054 p. (ISBN 978-2-910-68644-4, OCLC 315873251), p. 595-596